# Sineenat Wongvajirapakdi

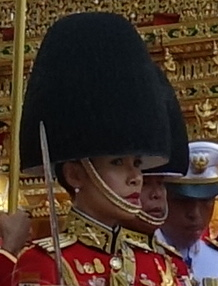
Sineenat Wongvajirapakdi

Niramon Ounprom (Thai นิรมล อุ่นพรม; RTGS Niramon Unphrom; Rufname Koi; * 26. oder 28. Januar 1985 in der Provinz Nan) ist eine ehemalige thailändische Krankenschwester, Armeeoffizierin und Mitglied des thailändischen königlichen Hofes.
Ounprom absolvierte u. a. eine militärische Ausbildung in Fallschirmspringen, in der königlichen Leibwache und den Kampfqualifizierungskurs im Dschungelkampf der thailändischen Armee. Im Jahr 2015 wurde sie zum Oberst befördert. Sie besitzt einen Privatpilotenschein nach einer Ausbildung in Deutschland und einer Flugschulung im Jahr 2018 bei der thailändischen Luftwaffe. Ab Mai 2019 hatte sie den Rang eines Generalmajors inne. Sie wurde zur Konkubine des damaligen thailändischen Kronprinzen Maha Vajiralongkorn (heute Rama X.) ernannt, der ihr mehrere militärische Ränge und Positionen gab, darunter den Adelsnamen Sineenat Wongvajirapakdi (Thai สินีนาฏ วงศ์วชิราภักดิ์; RTGS Sininat Wongwachiraphak). Nachdem Kronprinz Vajiralalongkorn als König Rama X. den Thron bestiegen hatte, ernannte er sie zu seiner Neben-Gemahlin und verlieh ihr den Ehrentitel Chao Khun Phra Sineenat Bilaskalayani (Thai เจ้าคุณพระสินีนาฏ พิลาสกัลยาณี; RTGS Sininat Philatkanlayani) im Juli 2019. Sie war die erste Frau seit fast einem Jahrhundert, die eine Konkubine des Königs von Thailand war, da sich die vorherigen Könige seit Rama VII. für die Monogamie entschieden hatten.
Im Oktober 2019 entzog König Rama X. ihr schließlich in einem königlichen Erlass alle ihre Regierungs-, Militär- und Adelsränge, Positionen und Titel. Als Grund nannte er „respektloses Verhalten“ gegenüber seiner Frau, Königin Suthida. Im September 2020 begnadigte der König Sineenat. Alle königlichen und militärischen Titel wurden ihr dabei erneut verliehen.
Im Dezember 2020 wurde bekannt, dass im August etwa 1400 Selfies, viele von ihnen Nacktfotos, von Sineenat Wongvajirapakdi mit vier verschiedenen iPhones an Kritiker von Rama X. geschickt wurden.